# Vaccinium schoddei
Vaccinium schoddei är en ljungväxtart som beskrevs av Herman Otto Sleumer. Vaccinium schoddei ingår i Blåbärssläktet, och familjen ljungväxter. Inga underarter finns listade i Catalogue of Life.